# Jorge Jiménez Cantú
Jorge Jiménez Cantú (Ciudad de México, México, 27 de octubre de 1914 - Ciudad de México 10 de noviembre de 2005) fue un político y médico mexicano, perteneciente al Partido Revolucionario Institucional, que se desempeñó como Secretario de Salubridad y Asistencia y Gobernador del Estado de México entre 1975 y 1981.

## Biografía
Jorge Jiménez Cantú nació en la Ciudad de México, el 27 de octubre en 1914. El hijo de Jesús Jiménez Gallardo y Guadalupe Cantú realizó sus estudios de primaria en la Escuela Belisario Domínguez, de 1922 a 1928 y a partir de 1929 asistió a las secundarias número 1 y 7, en el Distrito Federal. En 1931 ingresó a la Escuela Nacional Preparatoria, donde cursó el bachillerato en Ciencias Biológicas y fungió  como consejero universitario. 
Posteriormente decidió ingresar a la Facultad de Medicina de la Universidad Nacional Autónoma de México en 1934. Al cursar la carrera de medicina ocupó nuevamente el  cargo de consejero universitario, así como el presidente de la sociedad de Alumnos y presidente de la Federación Estudiantil Universitario. Se recibió como médico cirujano en la Universidad Nacional Autónoma de México en 1940, dos años antes en 1938 fundó el Pentathlón Deportivo Militarizado Universitario, del cual fue su primer comandante general.
Después de recibirse, se dedicó a la vida académica. A partir de 1941 impartió clases de clínica propedéutica quirúrgica en la Escuela Nacional de Medicina, y de biología, en el Instituto y Centro Universitario México. De 1948 a 1951 fue secretario de Organización en la Campaña Nacional del Construcción de Escuelas, médico cirujano del Hospital de Jesús y consejero del Instituto Nacional de la Juventud, en su fundación. De 1952 a 1957 se desempeñó como jefe de los servicios médicos de la Secretaría de Comunicaciones y Obras Públicas.
Sus trabajos a favor del fortalecimiento de la infraestructura de los servicios médicos lo fueron acercando a la vida gubernamental.
Así llegó a ocupar el cargo de secretario general de Gobierno del Estado de México, la primera vez durante la administración encabezada por el doctor Gustavo Baz Prada (1957-1963) y la segunda durante el gobierno de Carlos Hank González (1969-1970).
Participó como secretario del Comité Organizador de los XIX Juegos Olímpicos de 1968, que se llevaron a cabo en la Ciudad de México.
A finales de la década de los 60 se desempeñó como secretario general de la Comisión Promotora para el Mejoramiento Rural de la CONASUPO, en donde se construyen los graneros del pueblo que captan el 70% de la producción de maíz en el territorio nacional.  

## Secretario de Salubridad y Asistencia
Entre 1970 y 1975, durante la presidencia de Luis Echeverría Álvarez, fue Secretario de Salubridad y Asistencia, periodo en que se constituye el Plan Nacional de Salud y la Campaña Nacional de Vacunación, se obtiene la autorización para la producción en México de la vacuna contra la poliomielitis enfermedad que se erradica en el país así como la viruela.

## Gobernador del Estado de México
Posteriormente fue elegido Gobernador del Estado de México para el periodo 1975-1981, en el que promovió la nueva Ley de Educación Pública y la Ley Orgánica para la Universidad Autónoma del Estado de México, impulsó el crecimiento de instituciones educativas en todos los niveles, creó la Dirección de Patrimonio Cultural y Artístico, y bajo su administración se formó la Orquesta Sagitario, que tenía como propósito difundir la música popular y de las grandes bandas americanas en todo el estado. Durante su gestión también se construyó el Centro Ceremonial Otomi en 1980. 
De igual forma, dispuso la integración de más de 100 archivos históricos municipales, realizó una amplia labor editorial, con más de 300 obras relativas al Estado de México, transformó el antiguo Mercado 16 de septiembre en Cosmovitral y Jardín Botánico, y creó numerosos parques recreativos forestales y de preservación de la fauna como el Zoológico de Zacango. Además, integró los Ejércitos del Trabajo, mediante los cuales construyó obras de infraestructura,escuelas, electrificación y caminos, entre los cuales sobresale la reconstrucción  y ampliación de la carretera México-Toluca.
Al término de su gobierno se retiró 7 años de la política para dedicarse al ejercicio de su profesión.
Su último cargo público al servicio del Estado de México fue como titular de la Comisión para la Recuperación Ecológica de la Cuenca del Río Lerma, desde 1990 hasta su muerte.
Falleció el 10 de noviembre de 2005 en la Ciudad de México, víctima de un paro cardíaco.